# Pan'an
För andra betydelser, se Pan'an (olika betydelser).
Pan'an är ett härad som lyder under Jinhuas stadsprefektur i Zhejiang-provinsen i östra Kina.
Befolkningen uppgick till 175 834 invånare vid folkräkningen år 2000, varav 34 658 invånare bodde i huvudorten Anwen. Häradet var år 2000 indelat i nio köpingar (zhèn) samt elva socknar (xiāng). 